# Chróścik (Gorzów Wielkopolski)
Chróścik (niem. Neuendorf) – dzielnica Gorzowa Wielkopolskiego położona w zachodniej części miasta. Miejscowość włączona w granice administracyjne miasta Gorzów Wielkopolski w 1977 roku. W dzielnicy znajduje się Zakład Utylizacji Odpadów wraz ze składowiskiem odpadów. Dzielnica ma charakter i zabudowę typu wiejskiego. Niegdyś znajdował się tutaj przystanek PKP Gorzów Wielkopolski – Chróścik na zlikwidowanej obecnie linii kolejowej Gorzów Wielkopolski – Myślibórz. Dzielnicę otaczają lasy i pola. Z miasta dotrzeć można tutaj linią MZK Gorzów numer 119.

## Historia
W XII w. istniała tu słowiańska wieś. Z Chróścika pochodził burmistrz Landsberga Cawel Einnahmen wzmiankowany w 1470 r. Mieszkał tu Jan Kune ostatni opat cystersów z Mironic, który w 1539 r. przeszedł na protestantyzm i sprawował obowiązki pastora w Baczynie. W 1939 r. mieszkało tu 485 osób, wieś nosiła niemiecką nazwę Neuendorf.

## Zabytki
Kościół pw. św. Józefa z 1871 r., neogotycki, murowany z czerwonej cegły z sześciobocznym prezbiterium. Na wyposażeniu barokowa chrzcielnica i dzwon z XVIII w., pochodzące z poprzedniej świątyni. Obok w grupie pomnikowych dębów zniszczony, kamienny pomnik wzniesiony ku czci mieszkańców poległych w I wojnie światowej.

## Galeria

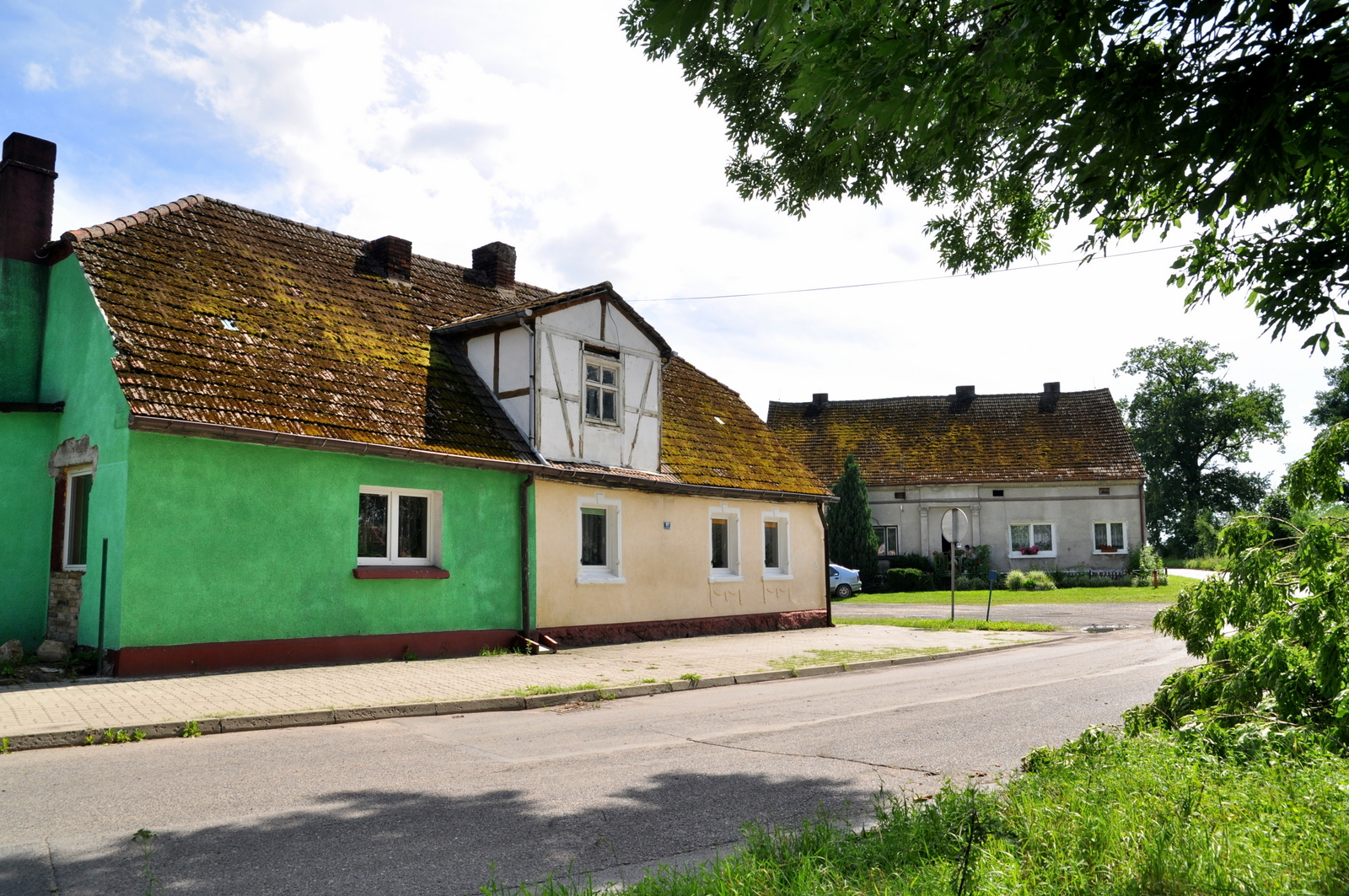
Ulica Małyszyńska, główna ulica dzielnicy
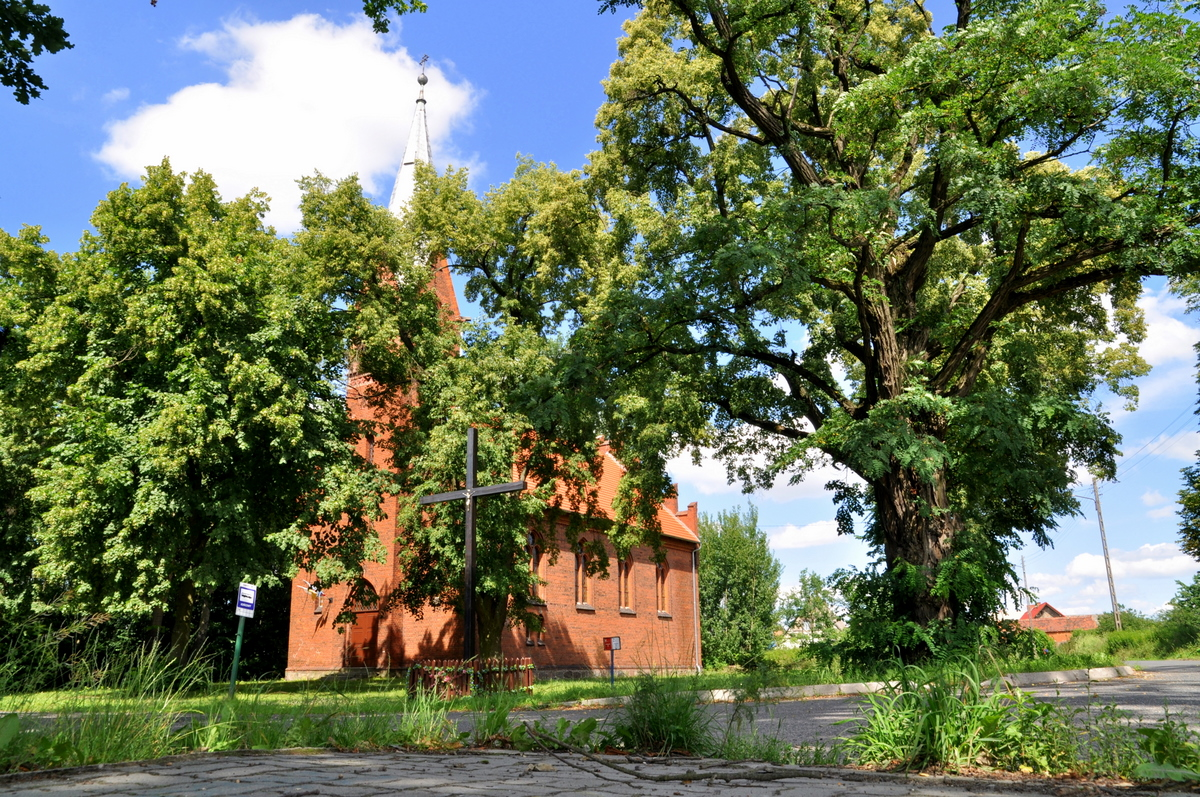
Kościół, na pierwszym planie pomnikowe dęby
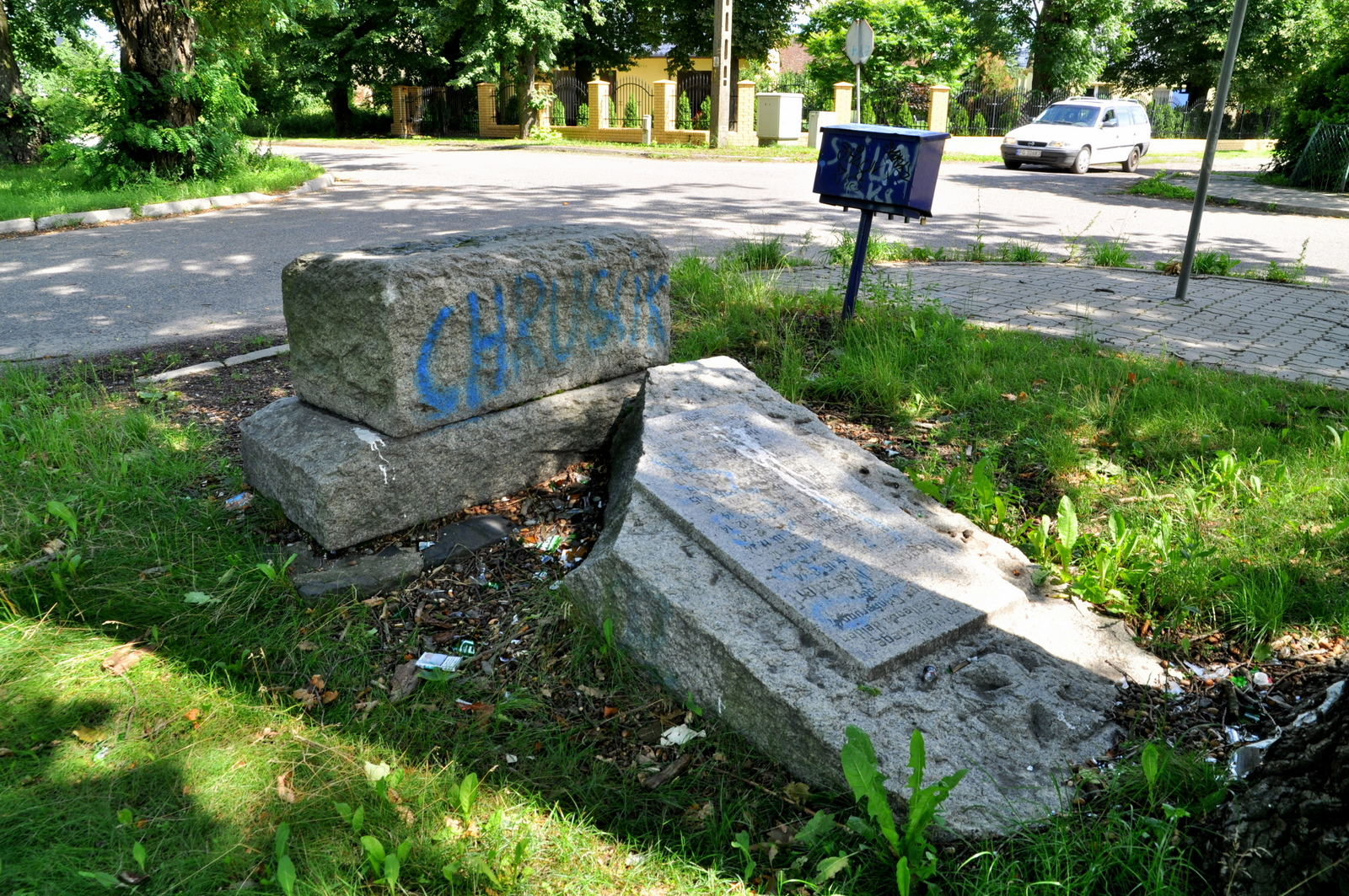
Zdewastowany pomnik poległych w pierwszej wojnie światowej
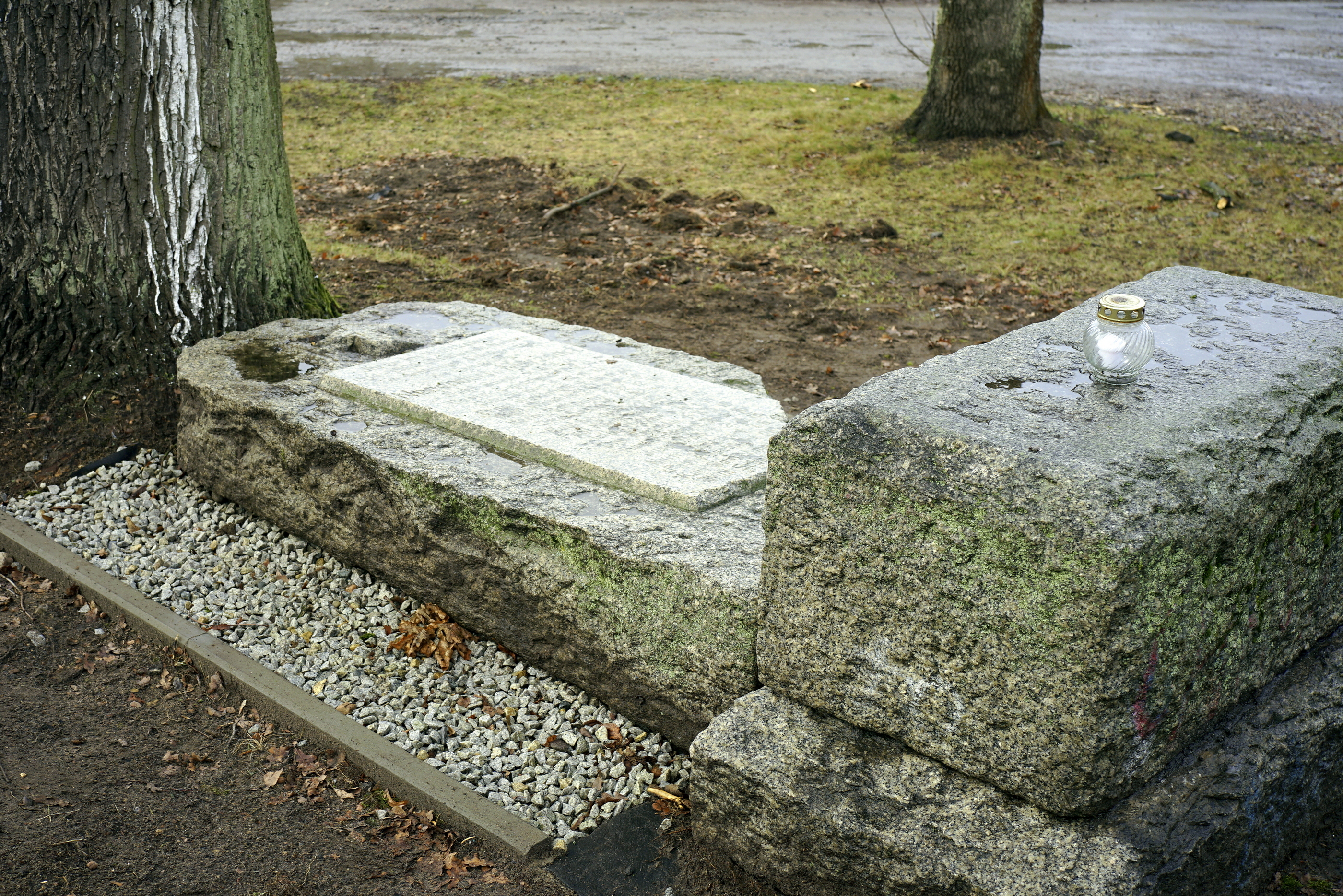
Pomnik po uporządkowaniu w 2021 r.